# بنجامين هال (صحفي)
بنجامين هال (بالإنجليزية: Benjamin Hall)‏ هو صحفي بريطاني، ولد في 23 يوليو 1982 في لندن في المملكة المتحدة.